# Sportler des Jahres 1973 (Deutschland)
Die Sportler des Jahres 1973 in der Bundesrepublik Deutschland wurden am 20. Dezember im Kurhaus Baden-Baden ausgezeichnet. Veranstaltet wurde die Wahl zum 27. Mal von der Internationalen Sport-Korrespondenz (ISK). 628 Sportjournalisten beteiligten sich bei der Stimmabgabe. Wie im Vorjahr erhielt der Speerwerfer Klaus Wolfermann die meisten Stimmen. Er war nach Gottfried von Cramm (1947 und 1948), Hans Günter Winkler (1955 und 1956), Gerhard Hetz (1962 und 1963) und Hans Fassnacht (1969, 1970 und 1971) der fünfte Sportler, der diese Ehrung zum zweiten Mal in Folge in Empfang nahm.
Eine besondere Ehrung wurde dem britischen Bahnvierer (Bennett, Evans, Hallam und Moore) und dessen Trainer Norman Sheil zuteil, die für ihr faires Verhalten bei der Bahn-Weltmeisterschaft als Ehrengäste gesondert ausgezeichnet wurden.

## Männer
|     | Sportler            | Sportart       | Punkte | Erfolge 1973                                                                                               |
| --- | ------------------- | -------------- | ------ | --- |
| 1.  | Klaus Wolfermann    | Leichtathletik | 1426   | Weltrekord im Speerwurf und Deutscher Meister                                                              |
| 2.  | Eberhard Gienger    | Gerätturnen    | 1311   | Europameister am Reck und vierfacher Deutscher Meister                                                     |
| 3.  | Harald Norpoth      | Leichtathletik | 1240   | Deutscher Meister im 5000-Meter-Lauf und mit der 4-mal-1500-Meter-Staffel                                  |
| 4.  | Rudolf Mang         | Gewichtheben   | 1032   | Weltmeister im Reißen, Silber im Zweikampf und Bronze im Stoßen                                            |
| 5.  | Peter-Michael Kolbe | Rudern         | 0774   | Europameister im Einer                                                                                     |
| 6.  | Karl Honz           | Leichtathletik | 0640   | Deutscher Meister im 400-Meter-Lauf und mit der 4-mal-400-Meter-Staffel                                    |
| 7.  | Walter Demel        | Skilanglauf    | 0636   | Deutscher Meister                                                                                          |
| 8.  | Bernd Kannenberg    | Leichtathletik | 0434   | Deutscher Meister über 50 km Gehen                                                                         |
| 9.  | Gerd Müller         | Fußball        | 0233   | Deutscher Meister mit dem FC Bayern München, Torschützenkönig der Bundesliga; Berufung in die FIFA-Auswahl |
| 10. | Horst Gnas          | Radsport       | 0204   | Zusammen mit Hans Käb Weltmeister im Steherrennen                                                          |

Insgesamt wurden 61 Sportler genannt.

## Frauen
|     | Sportlerin           | Sportart       | Punkte | Erfolge 1973 |
| --- | -------------------- | -------------- | ------ | --- |
| 1.  | Uta Schorn           | Gerätturnen    | 1129   | Bronzemedaille im Pferdsprung bei den Turn-Europameisterschaften und damit erste internationale Medaille einer westdeutschen Turnerin überhaupt; fünffache Deutsche Meisterin                 |
| 2.  | Rosi Mittermaier     | Ski Alpin      | 0577   | Vierte im Alpinen Skiweltcup, Siegerin des Weltcup-Rennens in Schruns |
| 3.  | Helga Masthoff       | Tennis         | 0462   | Deutsche Meisterin im Doppel (mit Heide Orth); Internationale Deutsche Meisterin im Einzel und im Doppel                                                                                      |
| 4.  | Ellen Tittel         | Leichtathletik | 0298   | Deutsche Meisterin im 1500-Meter-Lauf, mit der 3-mal-800-Meter-Staffel, im Waldlauf über 1,5 km und 4,4 km sowie zweifache Deutsche Meisterin in der Mannschaftswertung mit TuS 04 Leverkusen |
| 5.  | Gisela Grothaus      | Kanuslalom     | 0213   | Deutsche Meisterin; Weltmeisterin im Einzel und Vizeweltmeisterin in der Mannschaftswertung                                                                                                   |
| 6.  | Elfgard Schittenhelm | Leichtathletik | 0192   | Silbermedaille im 100-Meter-Lauf bei der Universiade in Moskau; Deutsche Meisterin über 100 m und mit der 4-mal-100-Meter-Staffel des OSC Berlin                                              |
| 7.  | Liesel Westermann    | Leichtathletik | 0178   | Deutsche Meisterin im Diskuswurf und Vizemeisterin im Kugelstoßen |
| 8.  | Jutta Weber          | Schwimmsport   | 0118   | Zweimalige Bronzemedaille mit der Schwimmstaffel bei den Schwimmweltmeisterschaften 1973; Deutsche Meisterin über 100 m und 200 m Freistil                                                    |
| 9.  | Elisabeth Binanzer   | Kunstradfahren | 0114   | Weltmeisterin im Einer-Kunstradfahren; Zweiter Platz bei den deutschen Meisterschaften |
| 10. | Liselott Linsenhoff  | Dressurreiten  | 0101   | Europameisterin mit der Dressurreiter-Equipe |

Insgesamt wurden 31 Sportlerinnen genannt.

## Mannschaften
|     | Sportler                                                                             | Sportart      | Punkte | Erfolge 1973                                                 |
| --- | ------------------------------------------------------------------------------------ | ------------- | ------ | ------------------------------------------------------------ |
| 1.  | Bahnrad-Vierer (Lutz, Haritz, Vonhof, Schumacher, Tr.: Kilian)                       | Radsport      | 1212   | Weltmeister                                                  |
| 2.  | Degenfechter-Nationalmannschaft (Behr, Peter, Hehn, Szepesi, Hein)                   | Fechten       | 0760   | Weltmeister im Degenfechten                                  |
| 3.  | Military-Nationalteam (Blöcker, Mergler, Karsten, Klugmann)                          | Pferdesport   | 0409   | Europameister                                                |
| 4.  | FC Bayern München                                                                    | Fußball       | 0299   | Deutscher Meister                                            |
| 5.  | Moderner-Fünfkampf-Nationalmannschaft (Köpcke, Thade, Werner)                        | Mehrkampf     | 0269   | Vizeweltmeister                                              |
| 6.  | Hockeynationalmannschaft                                                             | Hockey        | 0262   | Dritter Platz bei der Weltmeisterschaft                      |
| 7.  | Hochsee-Segler                                                                       | Segeln        | 0138   | Sieger im Admiral’s Cup                                      |
| 8.  | Dressurreiter-Equipe (Linsenhoff, Neckermann, Klimke)                                | Dressurreiten | 0127   | Europameister                                                |
| 9.  | Borussia Mönchengladbach                                                             | Fußball       | 0076   | UEFA-Pokal-Finale; DFB-Pokalsieger und Finalist im Ligapokal |
| 10. | Zweier-Canadier-Mannschaft (Scheffer/Steinschulte, Baues/Schumacher, Reimann/Fricke) | Kanusport     | 0058   | Weltmeister                                                  |

Insgesamt wurden 28 Mannschaften genannt.